# 1903년
1903년은 목요일로 시작하는 평년이다.

## 연호
- 대한제국(大韓帝國) 광무(光武) 7년
- 청(淸) 광서(光緖) 29년
- 일본(日本) 메이지(明治) 36년
- 응우옌 왕조(阮朝) 타인타이(成泰) 15년

## 기년
- 대한제국(大韓帝國) 고종(高宗) 40년
- 청(淸) 덕종 광서제(德宗 光緖帝) 29년
- 응우옌 왕조(阮朝) 성태제(成泰帝) 15년

## 사건
- 1월 8일 - 대한제국, 제네바 협약 가입.
- 2월 - 군산에 영명학교 설립 군산제일고등학교
- 4월 26일 - 스페인 축구 클럽 아틀레티코 마드리드 창단.
- 5월 7일 - 수원에 삼일학교 설립
- 5월 - 평양 격물학당(현 광성고등학교) 소학교와 중학교 설치
- 6월 - 한성 연동여중학교로 교명 변경 정신여자고등학교
- 8월 4일 - 교황 비오 10세, 257대 로마 교황 취임.
- 8월 7일 - 미국 하와이주 호놀룰루에서 최초의 재미한인단체인 신민회 발족.
- 8월 11일 - 대한제국, 덴마크와 통상조약 체결.
- 9월 9일 목포 영흥서당 설립
- 9월 15일 - 목포 여학교 설립 정명여자고등학교 설립
- 9월 23일 - 안창호, 샌프란시스코에서 정치단체 친목회 조직.
- 9월 24일 - 알프레드 디킨, 호주의 2대 총리 취임.
- 10월 1일 - 제1회 미국 프로야구 월드시리즈, 보스턴서 개막.
- 10월 31일 - 평양에 숭의여학교 설립 숭의여자대학교
- 10월 13일 - 보스턴 레드삭스, 제1회 미국 프로야구 월드시리즈 우승.
- 11월 19일 - 원산 루씨 기념여학교 설립
- 12월 17일 - 라이트 형제, 최초의 동력 비행.

## 탄생

### 1월
- 1월 2일 - 일본의 슈퍼센티네리언, 장수인 다나카 가네. (~2022년)
- 1월 12일 - 대한민국의 관료 이근직. (~1964년)
- 1월 18일 - 대한민국의 정치인, 제3대 국회의원 박재홍. (~1979년)
- 1월 16일 - 대한민국의 시인 김영랑. (~1950년)
- 1월 19일 - 독일의 작곡가 보리스 블라허. (~1975년)
- 1월 25일 - 대한민국의 독립운동가 가네코 후미코. (~1926년)

### 2월
- 2월 10일 - 오스트리아의 축구 선수 마티아스 진델라. (~1939년)
- 2월 27일 - 독일의 배우 그레테 바이저. (~1970년)

### 3월
- 3월 6일 - 일본의 황족 고준 황후. (~2000년)
- 3월 19일 - 대한민국의 독립운동가 임천택. (~1985년)

### 4월
- 4월 8일 - 미국의 수학자 마셜 하비 스톤. (~1989년)
- 4월 13일 - 대한민국의 종교인 오문환. (~1962년)
- 4월 16일 - 대한민국의 독립운동가 임천택. (~1985년)
- 4월 17일 - 대한민국의 정치인 서민호. (~1974년)
- 4월 24일 - 스페인의 결속주의자 호세 안토니오 프리모 데 리베라. (~1936년)

### 5월
- 5월 3일
  - 대한민국의 언론인 고재욱. (~1976년)
  - 미국의 가수 겸 배우 빙 크로스비. (~1977년)
- 5월 9일 - 일제강점기 공군과 대한민국의 군인 겸 정치가 장덕창. (~1972년)
- 5월 12일 - 대한민국의 소설가, 수필가 박화성. (~1988년)
- 5월 23일 - 대한민국의 교육인, 기업인 장학엽. (~1985년)
- 5월 29일 - 미국의 희극인 밥 호프. (~2003년)

### 6월
- 6월 5일 - 한국계 미국인 작가 강용흘. (~1972년)
- 6월 6일 - 조지아 태생 아르메니아의 작곡가 아람 하차투리안. (~1978년)
- 6월 13일 - 대한민국의 독립운동가, 사회운동가 이강훈. (~2003년)
- 6월 14일 - 미국의 수학자 알론조 처치. (~1995년)
- 6월 25일
  - 영국의 작가 조지 오웰. (~1950년)
  - 미국의 배우 앤 리비어. (~1990년)

### 7월
- 7월 1일 -  영국의 파일럿 에이미 존슨. (~1941년)
- 7월 2일
  - 노르웨이의 국왕 올라프 5세. (~1991년)
  - 영국의 정치인 앨릭 더글러스흄. (~1995년)
- 7월 10일 - 독일의 법학자이자 나치 친위대 장교 베르너 베스트. (~1989년)
- 7월 17일 - 대한민국의 기업인 장학엽. (~1985년)
- 7월 25일 - 대한민국의 한글학자 정태진. (~1952년)

### 8월
- 8월 6일 - 대한민국의 기업인, 교육인 박흥식. (~1994년)
- 8월 7일
  - 미국의 정치학자, 외교관 랠프 번치. (~1971년)
  - 미국의 정치인 조 보툼. (~1984년)
- 8월 14일 - 조선민주주의인민공화국의 정치인 김책. (~1951년)
- 8월 16일 - 대한민국의 국문학·영문학자 양주동.
- 8월 20일 - 중화민국의 장군 장링푸 (~1947년)
- 8월 21일 - 대한민국의 문학평론가 김기진. (~1985년)
- 8월 23일 - 대한민국의 교육자, 사상가, 철학자 박종홍. (~1976년)

### 9월
- 9월 6일 - 대한민국의 동요작곡가 윤극영. (~1988년)
- 9월 13일 - 프랑스, 미국의 배우 클로데트 콜베르. (~1996년)

### 10월
- 10월 13일 - 조선민주주의인민공화국의 과학자 도상록. (~1990년)
- 10월 16일
  - 대한민국의 의사 이영춘. (~1980년)
  - 미국의 정치인 렉스 벨. (~1962년)
- 10월 18일 - 독일의 육상 선수 리나 라트케. (~1983년)
- 10월 22일 - 대한민국의 시인 이은상. (~1982년)
- 10월 24일 - 미국의 FBI 요원 멜빈 퍼비스. (~1960년)
- 10월 31일 - 영국의 경제학자 조안 로빈슨. (~1983년)

### 11월
- 11월 1일 - 대한민국의 교육인 윤인구. (~1986년)
- 11월 5일 - 대한민국의 독립운동가 박시창. (~1986년)
- 11월 17일 - 남아프리카 공화국의 제3대 대통령 니콜라스 요하너스 디데리흐스. (~1978년)

### 12월
- 12월 4일 - 미국의 작가 코넬 울리치. (~1968년)
- 12월 7일 - 조선민주주의인민공화국의 종교인 강량욱. (~1983년)
- 12월 9일 - 대한민국의 제3·4대 국회의원 이정희.
- 12월 12일 - 일본의 영화감독 오즈 야스지로. (~1963년)
- 12월 28일 - 헝가리 출신 미국의 수학자 존 폰 노이만. (~1957년)

### 미상
- 대한민국의 철학자, 교육인, 정치인 이종우. (~1974년)
- 미국의 화가 마크 로스코. (~1970년)
- 일제강점기의 독립운동가 최문순. (~?)

## 사망

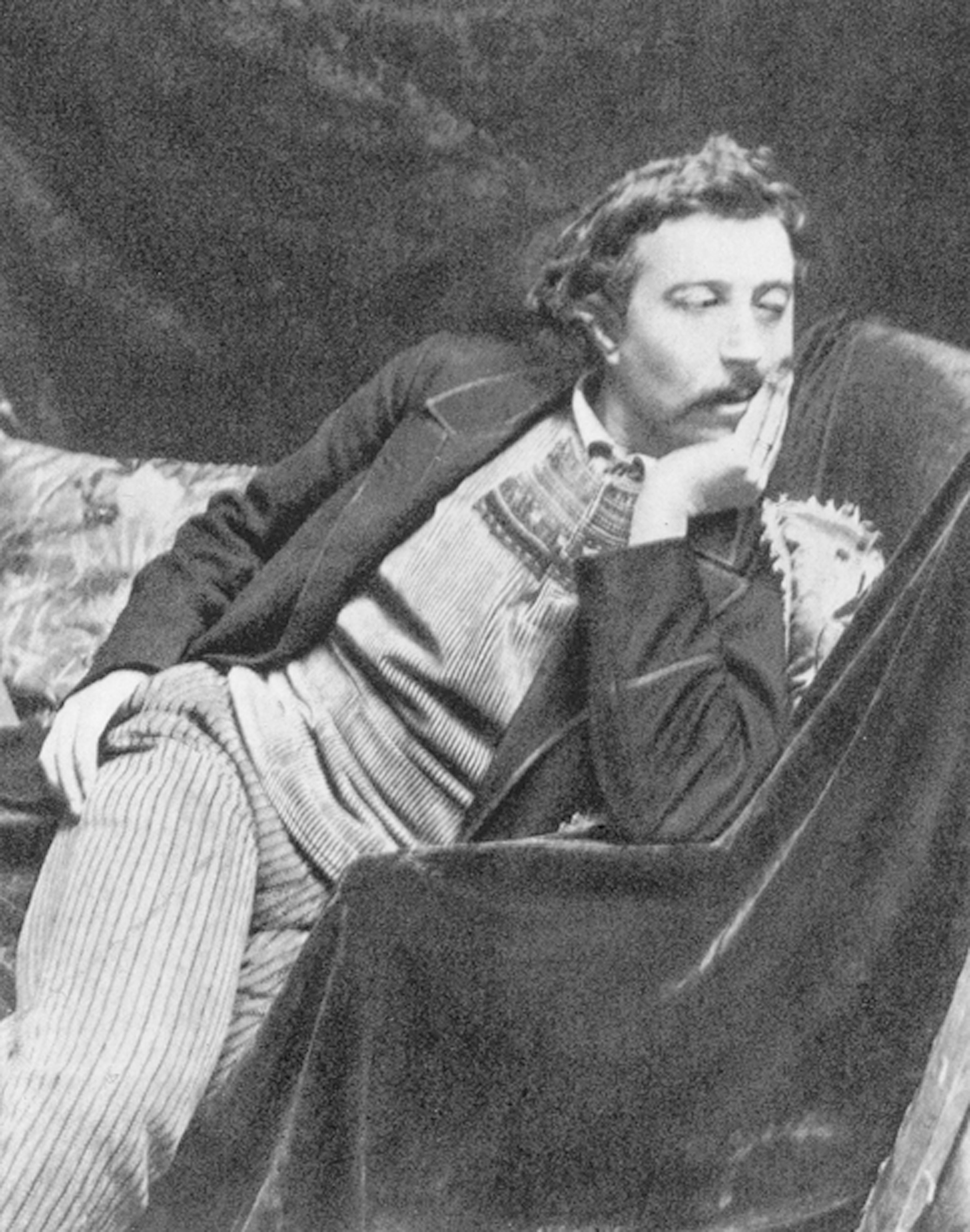
폴 고갱

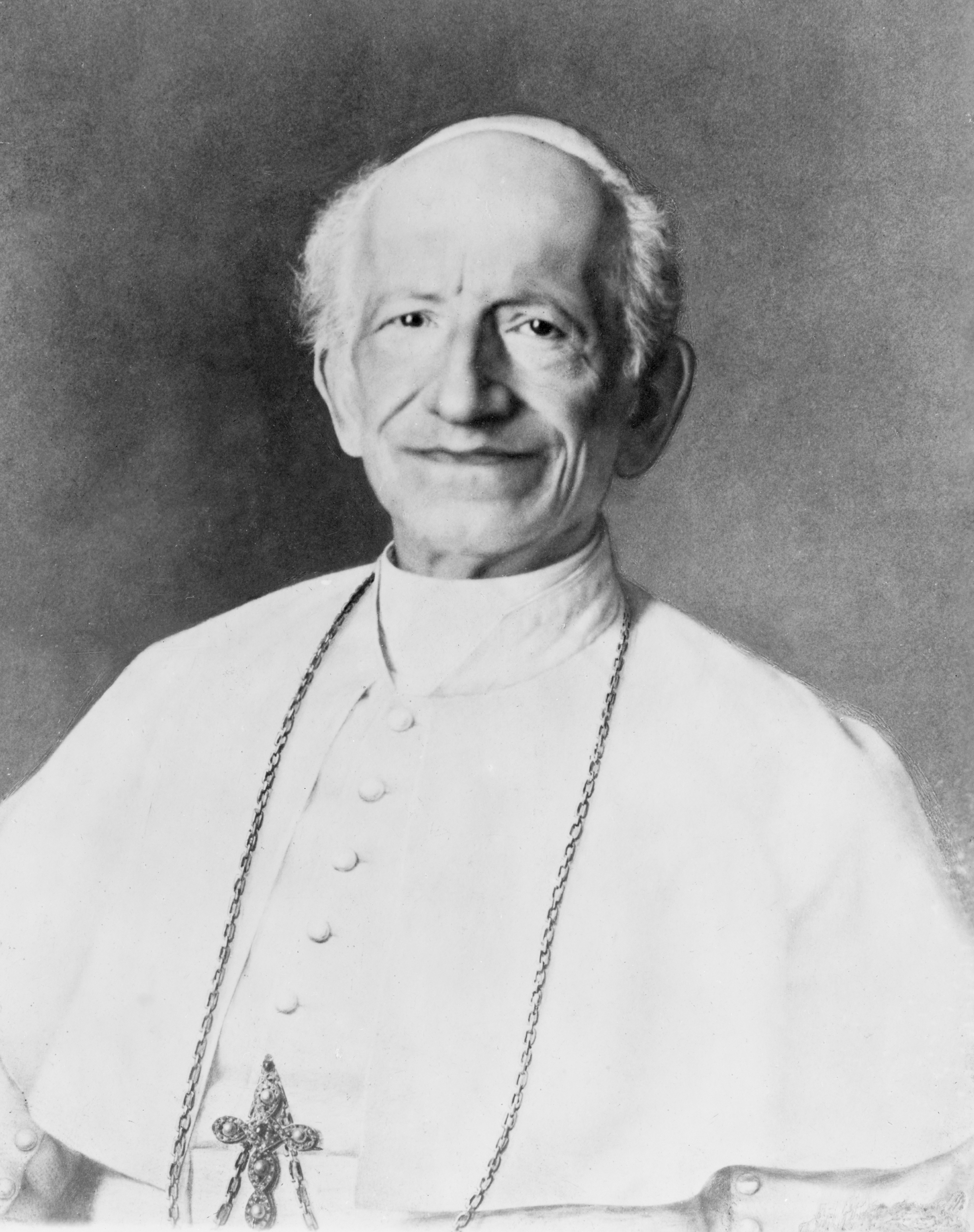
레오 13세

- 1월 3일 - 오스트리아의 공무원 아돌프 히틀러의 아버지 알로이스 히틀러. (1837년~)
- 5월 8일 - 프랑스의 탈인상주의 화가 폴 고갱. (1848년~)
- 7월 17일 - 미국의 화가 제임스 애벗 맥닐 휘슬러. (1834년~)
- 7월 20일 - 제256대 로마의 교황 교황 레오 13세. (1810년~)
- 11월 13일 - 프랑스의 인상주의 화가, 카미유 피사로. (1830년~)
- 12월 8일 - 영국의 사회학자, 철학자 허버트 스펜서. (1820년~)

## 노벨상
- 물리학상 - 앙투안 앙리 베크렐 (프랑스), 마리 퀴리와 피에르 퀴리 (프랑스, 폴란드) 공동 수상.
- 화학상 - 스반테 아레니우스 (스웨덴).
- 생리학·의학상 - 닐스 뤼베르 핀센 (덴마크).
- 평화상 - 윌리엄 랜들 크리머 (영국).
- 문학상 - 비에른스티에르네 비에른손 (노르웨이).

## 달력
| 1월 |    |    |    |    |    |    |
| 일  | 월 | 화 | 수 | 목 | 금 | 토 |
|     |    |    |    | 1  | 2  | 3  |
| 4   | 5  | 6  | 7  | 8  | 9  | 10 |
| 11  | 12 | 13 | 14 | 15 | 16 | 17 |
| 18  | 19 | 20 | 21 | 22 | 23 | 24 |
| 25  | 26 | 27 | 28 | 29 | 30 | 31 |

| 2월 |    |    |    |    |    |    |
| 일  | 월 | 화 | 수 | 목 | 금 | 토 |
| 1   | 2  | 3  | 4  | 5  | 6  | 7  |
| 8   | 9  | 10 | 11 | 12 | 13 | 14 |
| 15  | 16 | 17 | 18 | 19 | 20 | 21 |
| 22  | 23 | 24 | 25 | 26 | 27 | 28 |

| 3월 |    |    |    |    |    |    |
| 일  | 월 | 화 | 수 | 목 | 금 | 토 |
| 1   | 2  | 3  | 4  | 5  | 6  | 7  |
| 8   | 9  | 10 | 11 | 12 | 13 | 14 |
| 15  | 16 | 17 | 18 | 19 | 20 | 21 |
| 22  | 23 | 24 | 25 | 26 | 27 | 28 |
| 29  | 30 | 31 |    |    |    |    |

| 4월 |    |    |    |    |    |    |
| 일  | 월 | 화 | 수 | 목 | 금 | 토 |
|     |    |    | 1  | 2  | 3  | 4  |
| 5   | 6  | 7  | 8  | 9  | 10 | 11 |
| 12  | 13 | 14 | 15 | 16 | 17 | 18 |
| 19  | 20 | 21 | 22 | 23 | 24 | 25 |
| 26  | 27 | 28 | 29 | 30 |    |    |

| 5월 |    |    |    |    |    |    |
| 일  | 월 | 화 | 수 | 목 | 금 | 토 |
|     |    |    |    |    | 1  | 2  |
| 3   | 4  | 5  | 6  | 7  | 8  | 9  |
| 10  | 11 | 12 | 13 | 14 | 15 | 16 |
| 17  | 18 | 19 | 20 | 21 | 22 | 23 |
| 24  | 25 | 26 | 27 | 28 | 29 | 30 |
| 31  |    |    |    |    |    |    |

| 6월 |    |    |    |    |    |    |
| 일  | 월 | 화 | 수 | 목 | 금 | 토 |
|     | 1  | 2  | 3  | 4  | 5  | 6  |
| 7   | 8  | 9  | 10 | 11 | 12 | 13 |
| 14  | 15 | 16 | 17 | 18 | 19 | 20 |
| 21  | 22 | 23 | 24 | 25 | 26 | 27 |
| 28  | 29 | 30 |    |    |    |    |

| 7월 |    |    |    |    |    |    |
| 일  | 월 | 화 | 수 | 목 | 금 | 토 |
|     |    |    | 1  | 2  | 3  | 4  |
| 5   | 6  | 7  | 8  | 9  | 10 | 11 |
| 12  | 13 | 14 | 15 | 16 | 17 | 18 |
| 19  | 20 | 21 | 22 | 23 | 24 | 25 |
| 26  | 27 | 28 | 29 | 30 | 31 |    |

| 8월 |    |    |    |    |    |    |
| 일  | 월 | 화 | 수 | 목 | 금 | 토 |
|     |    |    |    |    |    | 1  |
| 2   | 3  | 4  | 5  | 6  | 7  | 8  |
| 9   | 10 | 11 | 12 | 13 | 14 | 15 |
| 16  | 17 | 18 | 19 | 20 | 21 | 22 |
| 23  | 24 | 25 | 26 | 27 | 28 | 29 |
| 30  | 31 |    |    |    |    |    |

| 9월 |    |    |    |    |    |    |
| 일  | 월 | 화 | 수 | 목 | 금 | 토 |
|     |    | 1  | 2  | 3  | 4  | 5  |
| 6   | 7  | 8  | 9  | 10 | 11 | 12 |
| 13  | 14 | 15 | 16 | 17 | 18 | 19 |
| 20  | 21 | 22 | 23 | 24 | 25 | 26 |
| 27  | 28 | 29 | 30 |    |    |    |

| 10월 |    |    |    |    |    |    |
| 일   | 월 | 화 | 수 | 목 | 금 | 토 |
|      |    |    |    | 1  | 2  | 3  |
| 4    | 5  | 6  | 7  | 8  | 9  | 10 |
| 11   | 12 | 13 | 14 | 15 | 16 | 17 |
| 18   | 19 | 20 | 21 | 22 | 23 | 24 |
| 25   | 26 | 27 | 28 | 29 | 30 | 31 |

| 11월 |    |    |    |    |    |    |
| 일   | 월 | 화 | 수 | 목 | 금 | 토 |
| 1    | 2  | 3  | 4  | 5  | 6  | 7  |
| 8    | 9  | 10 | 11 | 12 | 13 | 14 |
| 15   | 16 | 17 | 18 | 19 | 20 | 21 |
| 22   | 23 | 24 | 25 | 26 | 27 | 28 |
| 29   | 30 |    |    |    |    |    |

| 12월 |    |    |    |    |    |    |
| 일   | 월 | 화 | 수 | 목 | 금 | 토 |
|      |    | 1  | 2  | 3  | 4  | 5  |
| 6    | 7  | 8  | 9  | 10 | 11 | 12 |
| 13   | 14 | 15 | 16 | 17 | 18 | 19 |
| 20   | 21 | 22 | 23 | 24 | 25 | 26 |
| 27   | 28 | 29 | 30 | 31 |    |    |

### 음양력 대조 일람
| 음력월 | 월건 | 대소 | 음력 1일의 양력 월일 | 음력 1일 간지 |
| ------ | ---- | ---- | -------------------- | ------------- |
| 1월    | 갑인 | 소   | 1월 29일             | 정사          |
| 2월    | 을묘 | 대   | 2월 27일             | 병술          |
| 3월    | 병진 | 소   | 3월 29일             | 병진          |
| 4월    | 정사 | 대   | 4월 27일             | 을유          |
| 5월    | 무오 | 소   | 5월 27일             | 을묘          |
| 윤5월  |      | 소   | 6월 25일             | 갑신          |
| 6월    | 기미 | 대   | 7월 24일             | 계축          |
| 7월    | 경신 | 소   | 8월 23일             | 계미          |
| 8월    | 신유 | 소   | 9월 21일             | 임자          |
| 9월    | 임술 | 대   | 10월 20일            | 신사          |
| 10월   | 계해 | 대   | 11월 19일            | 신해          |
| 11월   | 갑자 | 소   | 12월 19일            | 신사          |
| 12월   | 을축 | 대   | 1904년 1월 17일      | 경술          |